# Oxygen Not Included
Oxygen Not Included — компьютерная игра в жанре симулятор выживания, действие в которой происходит в космической колонии. Игра разработана канадской студией Klei Entertainment и стала доступной в раннем доступе 18 мая 2017 года. Выпуск Oxygen Not Included состоялся 30 июля 2019 года, когда игра стала доступной на платформах Windows, macOS и Linux.

## Игровой процесс
Oxygen Not Included является симулятором выживания в космической колонии, где игрок должен управлять её поселенцами-колонистами (называемых в игре «дубликанты», англ. Duplicants, или сокращённо «дубли», англ. Dupes), помогая им копать, строить и поддерживать базу, находящуюся в астероиде, который игрок может самостоятельно выбрать из существующих в игре. Для этого нужно добывать воду, тепло, еду и кислород для поддержания жизнеспособности, а также поддерживать уровень счастья у дубликантов. Игра задействует процедурную генерацию и систему крафта. Каждый из дубликантов имеет свои характеристики, от которых зависят его способности к той или иной деятельности.
Игра относится к хардкорным симуляторам. Игровой процесс заключается в поиске решений возникающих проблем, и при этом решение каждой из которых ведёт к появлению новых сложностей, требующих преодоления. Так, игрок должен построить колонистам кров и машины для того, чтобы обеспечить им отдых и еду. В то же время, потребление пищи приводит к появлению отходов, которые являются токсичными и ведут к болезням. Помимо этого, любая активность поселенцев приводит к тому, что они вдыхают кислород и выдыхают CO2, высокая концентрация которого может привести к удушью дубликантов.
Поселенцы имеют набор характеристик, определяющие их способности. С одной стороны, у каждого колониста набор параметров, таких как способность к строительству (англ. Construction), креативность (англ. creativity), обучаемость (англ. learning) и другие. Параметр выражается целым числом и определяет эффективность того или иного действия (соответственно упомянутым трём, это затрачиваемое время рытья тоннелей, способность быстро нарисовать хорошую картину, скорость проводимого исследования). С другой стороны, есть характеристики, выражаемые как положительные и отрицательные стороны. Например, персонаж может быть жаворонком и его характеристики в этом случае улучшены утром (положительное качество), а также он может быть нарколептиком, и из-за этого в любой момент может заснуть в любом месте (отрицательное). Кроме этого, имеются и другие характеристики. Значения основных параметров со временем могут улучшаться, например если персонаж долгое время выполнял те или иные работы и получил умения и навыки.
Во время своего пребывания на станции колонисты дополнительно характеризуются рядом изменяющихся свойств, таких как уровень стресса, усталость, наполнение мочевого пузыря и др. Стресс повышается из-за различных факторов (прерванный сон, повышенная температура, …). Слишком высокий уровень стресса может привести к тому, что у персонажа будет нервный срыв. Реакция на нервный срыв зависит от персонажа (Вандал, тошнотик, плакса или обжора). Стресс может быть снят высоким уровнем качества жизни, массажем и др. Усталость снижает физические возможности колониста, после наполнения мочевого пузыря космонавт спешит в туалет и так далее.
Изначально в распоряжении игрока имеется три колониста. Но со временем на биопринтере могут быть напечатаны другие, и таким образом число жителей может увеличиться. В то же время дубликанты могут погибнуть. Управлять колонистами непосредственно нельзя. Игрок может только давать задания на выполнение тех или иных работ, и их поселенцы делают с учётом своих потребностей, приоритетов, запасов станции и других факторов. Но, вместе с тем, у игрока в распоряжении имеется ряд инструментов. Так, он может запретить выполнять тем или иным колонистам определённые работы. Например, только тем жителям, которые хороши в строительстве, поручить возведение новых конструкций. Также игрок может отключать те или иные системы, назначать приоритеты выполняемых работ и др.

## Игровой мир и симуляция
Во время игры в реальном времени происходит симуляция различных процессов на станции. В них входят помимо гравитации модели жидкостей и газов, температуры. Любая свободная от породы точка астероида имеет некоторую температуру; может быть заполнена либо жидкостью (вода, загрязнённая вода, ..), либо газом (кислород, водород и др.), либо в ней может находиться вакуум. Жидкости под воздействием гравитации текут вниз, просачиваются сквозь нетвёрдые породы, испаряются по поверхности и др. Газы перемешиваются, имеют некоторую концентрацию и результирующее давление, более лёгкие газы летят вверх (водород), а более тяжелые оседают вниз (CO2). Работающие механизмы, разлагающиеся вещества и другие процессы могут приводить к нагреванию, и тепло передаётся от горячих областей к более холодным.
В игре предусмотрены способы воздействия на жидкости и газы. Прежде всего, в распоряжении игрока имеется возможность создания машин, таких как насосы по перекачке, фильтр газов, устройство электролиза воды, и др. С их помощью можно перекачивать жидкости и газы из одной области в другую, а также преобразовывать их посредством фильтрации или реакций. Например, колонисты могут поместить в воду водяную помпу, которая будет качать воду по трубам к машине электролиза воды. Та, в свою очередь, с помощью электричества преобразует воду в водород и кислород, которые попадают в воздушное пространство станции. Водород лёгкий газ, и поднимается вверх. В месте его скопления возможно размещение воздушного насоса и фильтра, где первая качает воздух, а последний фильтрует водород, и передаёт на водородный генератор, который производит электричество.
Каждая свободная от пород точка имеет уровень украшения (англ. decor). Чем он выше, тем колонистам приятнее работать в этом месте. Машины и механизмы, склады, могилы товарищей и другие элементы снижают этот уровень. Его можно повысить, например посадив растение или разместив картину.

## Разработка и выпуск
Oxygen Not Included разработан независимой студией Klei Entertainment, находящейся в Ванкувере. Сообщения о разработке игры появились летом 2016 года, когда был опубликован её видеоролик и сообщена дата выхода — май 2017 года. Вместе с тем для Oxygen Not Included была создана страница в Steam и была заявлена только одна платформа — Windows.
Ведущий геймдизайнер Иоганн Сейденц (англ. Johann Seidenz) признался, что на Oxygen Not Included оказали влияние такие игры, как Dwarf Fortress, Prison Architect и The Sims. Сравнивая с Don't Starve, Иоганн сообщил, что эти игры требуют от игрока различного образа мышления. Если для Don’t Starve поведение более инстинктивно, то в Oxygen Not Included оно должно быть методологичным и запланированным. В это время планировалось выйти с игрой на ранний доступ в декабре 2016/январе 2017 года.
15 февраля 2017 года была выпущена альфа-версия игры с предоставлением раннего доступа. Публикация в Steam в раннем доступе произошла 18 мая. В этом обновлении вышло дополнение игры (сельскохозяйственное, англ. Agricultural Update). Игровой прессой отмечается, что на начало мая в альфа-версию Oxygen Not Included играло 150 тысяч человек.
В апреле 2019 года разработчики объявили что дата выпуска игры состоится 28 мая 2019 года. 18 Мая 2019 года разработчики объявили о переносе даты выпуска игры на июль 2019 года. Выход Oxygen Not Included состоялся 30 июля 2019 года, и игра стала доступной на платформах Windows, macOS и Linux.

## Рецензии
В сентябре 2016 года Иоганн Сейденц предоставил демоверсию Oxygen Not Included критику HardcoreGamer Тайлеру Робертсону (англ. Tyler Robertson) для обзора. В публикации Тайлер отметил восхитительный стиль графики, который сочетает контраст машин станции и населяющих её колонистов. По заключению критика, игра очаровательна, но она прежде всего будет интересна хардкорным, а не казуальным игрокам.
В обзоре Rock, Paper, Shotgun, вышедшем после публикации игры в раннем доступе, его автор указал на то, что игра является космическим менеджером, и подобные игры их любители могут при необходимости найти. При этом журналист сравнил Oxygen Not Included с RimWorld и отметил, что первая в этом сравнении мультяшная и подойдёт тем, кто предпочитает газовую и умопомешательную игру, в то время как последняя отличается персоналиями и драмой.
В 2020 году Rock, Paper, Shotgun поставил Oxygen Not Included на 20-е место в своем рейтинге лучших менеджмент-игр для персональных компьютеров.